# Pontus Jansson
Pontus Sven Gustav Jansson (ur. 13 lutego 1991 w Arlöv) – szwedzki piłkarz występujący na pozycji obrońcy. Zawodnik klubu Leeds United.

## Kariera klubowa
Jansson treningi rozpoczął w zespole Arlövs BI. W 2006 roku przeszedł do juniorów klubu Malmö FF. W 2009 roku został włączony do jego pierwszej drużyny, grającej w Allsvenskan. W lidze tej zadebiutował 14 września 2009 roku w wygranym 2:1 pojedynku z Djurgårdens IF. W tym samym roku przebywał na wypożyczeniu w czwartoligowym IFK Malmö. 15 maja 2010 roku w przegranym 2:4 spotkaniu z Mjällby AIF strzelił pierwszego gola w Allsvenskan. W tym samym roku zdobył z zespołem mistrzostwo Szwecji.
W 2014 roku przeszedł do Torino FC. W 2016 wypożyczono go do Leeds United.

## Kariera reprezentacyjna
W reprezentacji Szwecji Jansson zadebiutował 18 stycznia 2012 roku w wygranym 2:0 towarzyskim meczu z Bahrajnem.